# Olveston
Olveston est un village du Gloucestershire, en Angleterre.